# 아미르 아브라시
아미르 말루시 아브라시(알바니아어: Amir Malush Abrashi, 1990년 3월 27일~)는 알바니아의 축구 선수로 포지션은 미드필더이다. 현재 그라스호퍼와 알바니아 축구 국가대표팀 소속으로 활동하고 있다.

## 수상

### 클럽
그라스호퍼
- 스위스컵: 2012–13
- 스위스 슈퍼리그 준우승: 2012–13, 2013–14

프라이부르크
- 2. 분데스리가: 2015–16